# شريف (مقاطعة دلفان)
شريف (بالفارسية: شریف) هي قرية تقع في قسم خاوة الشمالي الريفي (مقاطعة دلفان) في إيران.